# The Superior Spider-Man
The Superior Spider-Man è stata una serie a fumetti pubblicata negli Stati Uniti dalla Marvel Comics dal 2013 al 2014 e dedicata all'Uomo Ragno dopo la chiusura della storica collana The Amazing Spider-Man nel 2012. All'epoca era una delle due serie dedicate al personaggio insieme ad Avenging Spider-Man.

## Storia editoriale
La serie ha esordito il 9 gennaio 2013 e si è chiusa dopo 33 numeri il 17 settembre 2014. Successivamente alla sua chiusura venne pubblicata la nuova serie di Amazing Spider-Man'.
Superior Spider-Man è stata una delle serie Marvel più vendute secondo i dati di Diamond Comic: il primo numero ha venduto 128.960 copie mentre il resto della serie ha venduto dalle 60.000 alle 80.000 copie mensili.
In Italia la serie venne pubblicata sulla collana dedicata all'Uomo Ragno edita dalla Panini Comics che per l'occasione venne ribattezzata Superior Spider-Man esordendo sul n°601 della collana per concludersi nel n°614.

## Trama
La serie parte da quanto raccontato nel n°700 di Amazing Spider-Man (con il quale si chiuse la storica serie dedicata al personaggio), nel quale Dottor Octopus, oramai in fin di vita, scambia la sua mente con quella dell'Uomo Ragno. Dopo lo scontro con Octopus, Peter inserisce nella mente del rivale i propri ricordi che lo fanno ragionare sul male che ha compiuto e lo fanno redimere. Trovandosi a riflettere sui suoi nuovi poteri e sulla vita dell'ormai defunto Peter Parker, Octopus giura a Peter di continuare a combattere il male e di proteggere la sua famiglia e le persone che furono a lui vicine. Il nuovo Spider-Man, a differenza del primo, è però molto più violento e scontroso, e anche se il sindaco di New York (J. Jonah Jameson) inizia ad apprezzarlo, i Vendicatori sono molto perplessi. Il nuovo Uomo Ragno lotterà inoltre contro i rimasugli della mente di Peter Parker che tenta di riprendere possesso del suo corpo, e disporrà di alcuni nuovi poteri come degli artigli estraibili.